# Agnes (cantante)
Agnes, pseudonimo di Agnes Emilia Carlsson (Vänersborg, 6 marzo 1988), è una cantante svedese.

## Biografia
Dopo aver vinto la versione svedese del reality show musicale Pop Idol nel 2005, pubblica nello stesso anno il primo album di inediti, dal titolo eponimo Agnes, sotto l'etichetta Sony BMG, dopo il suo primo singolo Right Here Right Now. Il suo primo album vendette bene in Svezia, conquistando il primo posto in classifica. Solo un anno dopo, nell'ottobre 2006, ha pubblicato il suo secondo album, Stronger, che ha ottenuto un buon successo riuscendo a raggiungere anche stavolta la prima posizione in classifica in Svezia. Nel 2007, oltre a continuare la promozione del suo album pubblicando nuovi singoli, duetta con il nuovo vincitore del reality che l'ha resa nota, Måns Zelmerlöw, in una cover della canzone natalizia All I Want for Christmas Is You, il cui singolo ha raggiunto la terza posizione in Svezia.
Nel 2008, abbandona la Sony BMG per unirsi all'etichetta Roxy Recordings, sotto la quale pubblica il suo terzo album Dance Love Pop in quello stesso anno. Si tratta di un album importante perché è il primo ad essere pubblicato oltre i confini svedesi, grazie al successo del singolo Release Me, che ottiene un ottimo riscontro nelle classifiche di tutta Europa tra la primavera e l'estate del 2009; la canzone è arrivata tra le prime dieci posizioni delle classifiche di tutta europa e in particolar modo alla terza posizione in Regno Unito. Inoltre, nel 2009, Agnes partecipa al Melodifestivalen 2009, competizione svedese per decidere il rappresentante svedese alla seguente edizione dell'Eurovision Song Contest. Durante l'edizione 2013 della manifestazione europea, ha inoltre preso parte come ospite della seconda semifinale, cantando i singoli One Last Time e Release Me.

## Discografia
- 2005 – Agnes
- 2006 – Stronger
- 2008 – Dance Love Pop
- 2012 – Veritas
- 2021 – Magic Still Exists